# Sigrid Sengers
S.W.P.J. (Sigrid) Sengers (Deest, 1972) is een Nederlandse onafhankelijke politica en bestuurder. Sinds 30 maart 2023 is zij burgemeester van de gemeente Druten.

## Politieke carrière
Van 2002 tot 2004 was Sengers actief als gemeenteraadslid voor de VVD in de gemeente Groningen. Hierna werd zij wethouder in de gemeente Slochteren van 2004 tot 2008. Zij was daar verantwoordelijk voor onder meer zorg, welzijn en toerisme.
In 2008 maakte Sengers de overstap naar Brussel om daar als lobbyist de belangen van de provincies die samen Noord-Nederland vormen bij de Europese Unie te behartigen. 
In 2023 werd Sengers benoemd tot burgemeester van de gemeente Druten, waartoe ook haar geboortedorp Deest behoort. Zij is de opvolger van Corry van Rhee-Oud Ammerveld die, na het vertrek van Luciën van Riswijk in 2018, waarnemend burgemeester was.

## Privé
Sengers heeft twee kinderen.